# Metegol: Underdogs United
Underdogs United es una serie argentina animada en 2D dirigida a un público infantil, basada en la película Metegol. Fue producida por Mundoloco CGI, del ganador del Óscar, Juan José Campanella La serie se estrenó el 7 de marzo de 2022 en Discovery Kids (Latinoamérica).
Capi, Emma, Beto, Kiko y Gigi forman un equipo de fútbol diferente: son futbolistas que, para los humanos, están en una arcada común. Pero cuando se apagan las luces y se van todos los asistentes, el quinteto se libera de los postes metálicos del metegol y atraviesa un portal mágico que da acceso a Sportsville, un mundo donde los diferentes deportes están por todas partes.

## Producción
La serie fue anunciada inicialmente en 2015 simplemente como Underdogs en colaboración con Discovery Kids Latin America y Mundoloco CGI (los productores detrás de Metegol), e iba a emitirse en su canal junto con una adaptación animada de Floricienta y una serie original titulada Mini Beat Power Rockers (nota: Luego se tituló tentativamente como Baby Rockers); pero el programa no se estrenaría hasta la década siguiente en 2022, esta vez con un nuevo nombre y estilo artístico.
La serie presentó varias diferencias entre su anuncio inicial en 2015 y el producto final. El cambio más notable fue que originalmente conservó la animación 3D de la película, en lugar de la animación Flash utilizada en la serie final. Otros ejemplos notables, aunque menores, incluyen que Capi, Beto y Loco (posteriormente renombrado como Kiko) conservan sus diseños originales; Emma tiene un tono de piel más claro; Gigi tiene ojos azules en lugar de avellana, y su uniforme de portero es más detallado; y Guru, la figura paterna y personaje recurrente, forma parte del elenco principal.
Un breve clip de un videoclip publicado en 2020 muestra que la animación es más fluida y refinada que en la serie. Además, el logotipo de la esquina superior izquierda toma prestados elementos del logotipo estadounidense de la película original.
Juan José Campanella y Gastón Gorali, director y guionista de Metegol, respectivamente, son los productores ejecutivos de la serie.

## Personajes
- Capi: Es el líder y se considera la estrella del equipo y siempre se asegura de que las disputas sucedan de acuerdo con las reglas; después de todo, sin ellos no hay juego y sin juego no hay diversión.
- Emma: Es la estratega, una fuerza del pensamiento táctico y tiene la danza como una influencia en sus movimientos.
- Beto: Es la estrella del equipo y dueño de un cabello tupido.
- Kiko: Es un soñador, valora la libertad de pensamiento y quiere un mundo mejor. Con posibles conductas hippies y otros gustos
- Gigi: Es la niña pequeña notable, vivaz y llena de mucha energía.
- Worst: Es un conejo celeste y el antagonista principal.

## Episodios
| N.º en serie | N.º en temp. | Título                         | Fecha de estreno original | Cod. Prod. |
| --- | ------------ | ------------------------------ | ------------------------- | ---------- |
| 1 | 1            | «El vecino antipático»         | 7 de marzo de 2022        | 101        |
| Sportsville está colapasado. Todas las pelotas de la ciudad han desaparecido por todos lados incluso a través del cerco del vecino antipático, cuando los Underdogs United intentan recuperar las pelotas y salvar la ciudad, se enteran de que el vecino es Waldobert Worst. |              |                                |                           |            |
| 2 | 2            | «El discurso motivacional»     | 8 de marzo de 2022        | 102        |
| Al notar cuán potentes son los discursos inspiradores que da Capi a la hora de los partidos, Beto intenta copiar su estilo dramático para lograr que sus compañeros le hagan favores.                                                                                         |              |                                |                           |            |
| 3 | 3            | «La jugada imposible»          | 9 de marzo de 2022        | 103        |
| Capi está muy entusiasmado porque una de sus jugadas ha sido nominada por un prestigioso premio de deporte. Sin embargo, Gigi descubre que Capi sin saberlo hizo trampa. |              |                                |                           |            |
| 4 | 4            | «Los dos Kikos»                | 10 de marzo de 2022       | 104        |
| El enemigo de los Underdogs, Waldobert Worst, intenta unirse al equipo para destronarlos. Para eso, se disfraza de Kiko. Mientras el verdadero Kiko se entretiene con Chester haciendo yoga, Worst se esfuerza por socavar al equipo fallando una y otra vez.                 |              |                                |                           |            |
| 5 | 5            | «La vitrina de trofeos»        | 11 de marzo de 2022       | 105        |
| Los Underdogs se acusan el uno al otro de cambiar de lugar los trofeos dentro de la vitrina, solo para descubrir que los trofeos ¡se mueven solos! Las estatuas metálicas han sido reemplazadas por los malvados ‘trofeo-bots’ de Waldobert Worst.                            |              |                                |                           |            |
| 6 | 6            | «Los calcetines malolientes»   | 14 de marzo de 2022       | 106        |
| Cuando Kiko se entera de que todos los Underdogs tienen sus cábalas y amuletos de la suerte, pregona que sus calcetines malolientes serán su nuevo amuleto de la buena suerte y que nunca los va a lavar de nuevo.                                                            |              |                                |                           |            |
| 7 | 7            | «Demasiado entusiasmo»         | 15 de marzo de 2022       | 107        |
| Gigi tiene tanta energía que decide apuntarse en un segundo equipo. Pero ayuda tanto al otro equipo que terminan en un partido de campeonato contra... Los Underdogs United.                                                                                                  |              |                                |                           |            |
| 8 | 8            | «La leyenda de Gurú»           | 16 de marzo de 2022       | 108        |
| Capi se entusiasma al ver que su héroe, Guru, vuelve a jugar al futbol tras haberse retirado. Sin embargo, se esfuerza demasiado para maravillarlo, y termina jugando muy mal. ¿Puede Capi ser tanto un superfan como un superjugador?                                        |              |                                |                           |            |
| 9 | 9            | «El doctor Worst»              | 17 de marzo de 2022       | 109        |
| La insistencia de Capi cuando se trata de seguir las reglas, hace que siga los consejos de un doctor del vecindario, quien es en realidad Waldobert Worst disfrazado. |              |                                |                           |            |
| 10 | 10           | «La mascota de Gigi»           | 18 de marzo de 2022       | 110        |
| Gigi lleva una mascota adorable llamada 'Cheeky la gallina'. A pesar de sus encantos y que todos la quieren, Cheeky termina generando muchos problemas a los Underdogs United tanto fuera de la cancha como en ella.                                                          |              |                                |                           |            |
| 11 | 11           | «Nuestro patrocinador»         | 21 de marzo de 2022       | 111        |
| Los Underdogs United caen en la trampa de ser patrocinados por KicketyKix, una empresa de zapatillas. A cambio reciben una nueva instalación donde pueden entrenar. Pero el trato es parte de otro complot del villano de Sportsville.                                        |              |                                |                           |            |
| 12 | 12           | «El baile acuático»            | 22 de marzo de 2022       | 112        |
| Beto intenta demostrar que no es tan egoísta acompañando a Michelle Thorpedo al baile acuático anual, un evento que tiene lugar en una piscina. Sin embargo, Beto odia como se ve con el cabello mojado.                                                                      |              |                                |                           |            |
| 13 | 13           | «Bailarines de balón»          | 23 de marzo de 2022       | 113        |
| Emma recuerda sus épocas de bailarina cuando se encuentra con Katrina, su antigua y estricta profesora de ballet, a quien intenta evitar a toda costa. |              |                                |                           |            |
| 14 | 14           | «El trato de Emil»             | 13 de junio de 2022       | 114        |
| El Clubhouse de los Underdogs United está siendo refaccionado, por lo que se hospedan en la casa de la superestrella de baloncesto, Emil. Sin embargo a los jugadores de fútbol les cuesta mucho sobrevivir en la casa sobredimensionada.                                     |              |                                |                           |            |
| 15 | 15           | «Referís fuera de control»     | 14 de junio de 2022       | 115        |
| Cuando el Sargento Referí es ‘obligado’ a irse de la ciudad por accidente, Capi insiste en que los Underdogs United asuman sus responsabilidades oficiantes. |              |                                |                           |            |
| 16 | 16           | «Momentos mágicos»             | 15 de junio de 2022       | 116        |
| Incapaz de vencer a los Underdogs United con jugadores habituales, su archienemigo, Waldobert Worst, contrata a un equipo de magos, quienes emplean sus trucos para frustrar a los Underdogs en la cancha.                                                                    |              |                                |                           |            |
| 17 | 17           | «Competencia de meditación»    | 16 de junio de 2022       | 117        |
| Kiko convence a los Underdogs de unirse con él en un concurso de ‘meditación competitiva’ para que pueda defender su corona de un rival llamado Darre, el pensador. Pero meditar es mucho más difícil de lo que los inquietos Underdogs United esperaban.                     |              |                                |                           |            |
| 18 | 18           | «El césped fuera de control»   | 17 de junio de 2022       | 118        |
| Beto está molesto porque tiene una mancha en su uniforme de fútbol y convence a los dueños del estadio de poner un césped artificial. Esto involuntariamente le quita el trabajo a Greta, la paisajista.                                                                      |              |                                |                           |            |
| 19 | 19           | «Pájaro en mano»               | 20 de junio de 2022       | 119        |
| La amada exmascota de Gigi, Polli, vuelve y ahora quiere jugar al fútbol con los Underdogs United. Pero al ser una gallina gigante, a Polli le cuesta encontrar sus habilidades futbolísticas.                                                                                |              |                                |                           |            |
| 20 | 20           | «Las semillas saltarinas»      | 21 de junio de 2022       | 120        |
| Emma se prepara para dar un discurso importante a su Club de Estrategia, cuando accidentalmente ella, Beto y Kiko comen unas semillas que los hace rebotar sin control justo antes de que lleguen los miembros del Club.                                                      |              |                                |                           |            |
| 21 | 21           | «La historia de Worst»         | 22 de junio de 2022       | 121        |
| Worst intenta destruir el Clubhouse de los Underdogs United con una pelota de fútbol metálica que mide 15 metros, pero sin querer, queda atrapado dentro de ella con Gigi. |              |                                |                           |            |
| 22 | 22           | «Las espinilleras del destino» | 23 de junio de 2022       | 122        |
| Los Underdogs United deberán superar una serie de obstáculos, poniendo a prueba su capacidad de trabajo en equipo para deshacerse de unas misteriosas espinilleras antes de que éstas se apoderen de ellos.                                                                   |              |                                |                           |            |
| 23 | 23           | «Bienvenido a casa, Campeón»   | 24 de junio de 2022       | 123        |
| Capi encuentra un extraordinario perro róbotico, Campeón, y junto con los Underdogs United se esfuerzan por encontrarle un hogar. Sin embargo, deberán superar una serie de obstáculos diseñados por Worst para evitar que el villano se quede con la mascota.                |              |                                |                           |            |
| 24 | 24           | «El torneo de los holgazanes»  | 27 de junio de 2022       | 124        |
| Worst está perdiendo un concurso por el título de 'El holgazán más holgazán de Sportsville', por lo que le pide ayuda a los Underdogs United para conseguir que su rival, El Niño Holgazán, deje de ser tan vago y de ese modo, hacerse con el título                         |              |                                |                           |            |
| 25 | 25           | «Una plaga en la cabina»       | 28 de junio de 2022       | 125        |
| Una plaga de insectos obliga a los comentaristas del estadio, Mike Morales y Oscar Bocadillo a abandonar su cabina, en donde también viven. Los Underdogs United los invitan a quedarse con ellos.                                                                            |              |                                |                           |            |
| 26 | 26           | «Emma se vuelve viral»         | 29 de junio de 2022       | 126        |
| Emma festeja bailando luego de anotar un gol y su coreografía se vuelve tan popular que se convierte en una gran estrella superando la fama de Beto. Emma comienza a disfrutar su popularidad mientras Beto sufre al perder la suya.                                          |              |                                |                           |            |
| 27 | 27           | «Sportsville sin reglas»       | 19 de septiembre de 2022  | 127        |
| Worst crea un dispositivo capaz de confundir a Sargento Referí para que cambie las reglas de todos los deportes. A partir de allí, estalla el caos en Sportsville. El árbitro modifica todos los reglamentos y la ciudad se vuelve ingobernable.                              |              |                                |                           |            |
| 28 | 28           | «Todos los deportes del mundo» | 20 de septiembre de 2022  | 128        |
| Worst descubre que aquel que sea coronado campeón de todos los deportes será nombrado alcalde de Sportsville y tomará el control de la ciudad, luego de una racha de triunfos tramposos, lo único que separa al peluche del poder absoluto es el fútbol.                      |              |                                |                           |            |
| 29 | 29           | «Bienvenidos a Fashionville»   | 21 de septiembre de 2022  | 129        |
| Luego de ser reclutado por una agente de moda, Beto debe mudarse a Fashionville para cumplir con sus compromisos como modelo. En un principio, todo es muy divertido para Beto, hasta que empieza a extrañar a sus amigos.                                                    |              |                                |                           |            |
| 30 | 30           | «Ventaja deportiva»            | 22 de septiembre de 2022  | 130        |
| Beto consigue un par de botines mecánicos que le otorgan mayor habilidad a sus pies. Se mueve con más eficacia, velocidad y precisión. Sin embargo, se dará cuenta de que no son lo que esperaba, y deberá decidir si se arriesga a usar sus nuevos botines.                  |              |                                |                           |            |
| 31 | 31           | «Campeona virtual»             | 23 de septiembre de 2022  | 131        |
| Mientras se recupera de una lesión, Gigi descrubre el mundo de los e-sports, en el que inmediatamente se convierte en una gran estrella. Los Unerdogs United notan que está sumergida en el mundo virtual.                                                                    |              |                                |                           |            |
| 32 | 32           | «Duelo de ajedrez»             | 14 de noviembre de 2022   | 132        |
| Humillado porque el niño Igor le gana un test de inteligencia en público, Worst intenta expulsarlo de la ciudad argumentando que el ajedrez no es un deporte y por lo tanto no podría vivir en Sportsville.                                                                   |              |                                |                           |            |
| 33 | 33           | «El peor deporte del mundo»    | 15 de noviembre de 2022   | 133        |
| Luego de frustrar el último plan maligno de Waldoberto Worst, los ciudadanos de Sportsville deciden expulsarlo de la ciudad. Sin embargo, Capi los convence de que Worst es como es porque todavía no encontró un deporte que lo apasione.                                    |              |                                |                           |            |
| 34 | 34           | «Terapia de grupo»             | 16 de noviembre de 2022   | 134        |
| Debido a una ola de calor que no les permite hacer ningún tipo de actividad física, el encierro provoca que aumenten los roces entre los Underdogs United y empiecen terapia de grupo.                                                                                        |              |                                |                           |            |
| 35 | 35           | «Un problema de gravedad»      | 17 de noviembre de 2022   | 135        |
| Worst está celoso al ver que todos los ciudadanos de Sportsville tienen trofeos y él no. Decide entonces que nadie más será merecedor de trofeos y modifica la gravedad para que todos se sientan más pesados, y así poder obtener sus propios trofeos.                       |              |                                |                           |            |
| 36 | 36           | «Amigos impensados»            | 18 de noviembre de 2022   | 136        |
| Cuando los Underdogs United y Worst descubren que Kiko y Chester son amigos, harán todo lo posible por separarlos. Sin embargo, terminan descubriendo que quizás hasta los mayores rivales pueden trabajar en equipo.                                                         |              |                                |                           |            |
| 37 | 37           | «Las vacaciones de Capi»       | 21 de noviembre de 2022   | 137        |
| La temporada termina, y los Underdogs United tienen planes elaborados para sus vacaciones, excepto Capi. Sin embargo, sus intentos de acoplarse a los planes de los demás le salen mal, y termina pasando sus vacaciones con el frío y serio Sargento Referí.                 |              |                                |                           |            |
| 38 | 38           | «Sportsville sin puntos»       | 22 de noviembre de 2022   | 138        |
| Kiko se cansa de la competitividad diaria en Sportsville y convence a toda la ciudad de dejar de contar los puntos, no solamente en los deportes, sino en la vida cotidiana también.                                                                                          |              |                                |                           |            |
| 39 | 39           | «Café planeta deportes»        | 23 de noviembre de 2022   | 139        |
| Gigi regala objetos personales de los Underdogs United a cambio de una cena en el 'Café Planeta Deportes'. Cuando el equipo descubre el trato que hizo Gigi, se desesperan por recuperar lo perdido.                                                                          |              |                                |                           |            |
| 40 | 40           | «Compañeros rivales»           | 24 de noviembre de 2022   | 140        |
| Waldoberto Worst reemplaza el libro oficial de reglas del Sargento Referí justo antes de empezar un torneo de fútbol. Las nuevas reglas obligan a cada uno de los Underdogs United a unirse a equipos diferentes.                                                             |              |                                |                           |            |
| 41 | 41           | «Siesta para todos»            | 25 de noviembre de 2022   | 141        |
| Cuando Capi comienza a dormir la siesta para mejorar su estado físico siguiendo el consejo de un misterioso entrenador que vio en televisión, el resto de los Underdogs United deben descubrir quién es el misterioso preparador físico.                                      |              |                                |                           |            |
| 42 | 42           | «Buscando un nuevo deporte»    | 20 de febrero de 2023     | 142        |
| Luego de que los Underdogs United accidentalmente destruyen el estadio de boxeo, se empeñan en encontrarle una nueva ocupación al amigable boxeador Joe Puños, luego de probar distintas disciplinas descubren una nueva combinación deportiva.                               |              |                                |                           |            |
| 43 | 43           | «Jugando fuera de Sportsville» | 21 de febrero de 2023     | 143        |
| Los Underdogs United se disponen a entrar a Sportsville, pero su equipo rival los detiene, retándolos a un partido antes de dejarlos pasar. |              |                                |                           |            |
| 44 | 44           | «La calma de Kiko»             | 22 de febrero de 2023     | 144        |
| Luego de una seguidilla de partidos y entrenamientos intensos, Capi se da cuenta de que sus compañeros necesitan distenderse. Es por esto que le pide a Kiko, que les de una lección de yoga.                                                                                 |              |                                |                           |            |
| 45 | 45           | «¿Dónde está Beto?»            | 23 de febrero de 2023     | 145        |
| Las desapariciones misteriosas de Beto se resuelven cuando el resto de los Underdogs United lo encuentran entrenando a los ParaAtletas, un equipo de fútbol de jugadores con discapacidades.                                                                                  |              |                                |                           |            |
| 46 | 46           | «El Superclásico»              | 24 de febrero de 2023     | 146        |
| Los Underdogs United se preparan para enfrentar las trampas de los Super Spikes, el equipo más tramposo de Sportsville, Sin embargo, los Underdogs quedan desconcertados al ver que los Super Spikes están jugando limpio.                                                    |              |                                |                           |            |
| 47 | 47           | «Competencia de cerebros»      | 27 de febrero de 2023     | 147        |
| Los Underdogs United asisten a la competición académica de Emma pero cuando su equipo queda atrapado en el vestuario, deberán tomar su lugar y ayudar a su amiga. |              |                                |                           |            |
| 48 | 48           | «El consejo silencioso»        | 28 de febrero de 2023     | 148        |
| Cuando los Underdogs United deben enfrentar a uno de sus rivales más difíciles, acuden al legendario Gurú para que los ayude, pero descubren que ha tomado un voto de silencio y solo puede comunicarse a través de señas.                                                    |              |                                |                           |            |
| 49 | 49           | «La trampa de Navidad»         | 24 de diciembre de 2022   | 149        |
| Worst sabotea a los ciudadanos de Sportsville regalándoles suéteres navideños especiales que los vuelven perezosos. Cuando un nuevo equipo los Gigantes de Hielo llega a la ciudad, los Underdogs United deberán deshacerse del maquiavélico regalo navideño.                 |              |                                |                           |            |
| 50 | 50           | «Un Halloween de zombies»      | 1 de octubre de 2023      | 150        |
| Durante Halloween, cuando todos se preparan para pedir dulces, Worst revive a un aterrador equipo de zombies, que anteriormente eran jugadores de fútbol en Sportsville, para asustar a todos los ciudadanos que viven allí: Los Zombies Babeantes.                           |              |                                |                           |            |
| 51 | 51           | «Feliz cumple, Capi»           | 1 de marzo de 2023        | 151        |
| La última fase del torneo y el cumpleaños de Capi son el mismo día, mientras Capi se preocupa por ganar el partido, al resto de los Underdogs United solo les importa darle el mejor regalo.                                                                                  |              |                                |                           |            |